# Bis nichts mehr bleibt
Bis nichts mehr bleibt ist ein deutscher Fernsehfilm aus dem Jahre 2010, eine auf zahllosen Aussteigerberichten basierende Geschichte, die Kritik an der Organisation Scientology übt.
Der Film ist eine teamWorx-Produktion in Koproduktion mit dem Südwestrundfunk, der ARD Degeto und dem Norddeutschen Rundfunk; er wurde gefördert von der Filmförderung Hamburg Schleswig-Holstein (FFHSH). Die Produzenten sind Nico Hofmann und Benjamin Benedict.

## Entstehung
Der Film kostete 2,5 Millionen Euro. Er ist das erste Projekt eines deutschen Fernsehsenders, in dem das umstrittene Thema Scientology zu einem fiktionalen Stoff verarbeitet wird.
Aus Sorge vor rechtlichen Schritten seitens der Scientology-Kirche wurde der Film unter dem Decknamen Tatort: „Der Tote im Sund“ gedreht. Nach dem Bekanntwerden reagierte Scientology mit einer Pressekonferenz sowie einem eigenen Gegenfilm. Das Erste nahm die Wiederholung des Films am Tag nach der Premiere aus dem Programm, da der Film aus Gründen des Jugendschutzes nicht vormittags ausgestrahlt werden durfte.
SWR-Fernsehfilmchef Carl Bergengruen erklärte bei der Berliner Filmpremiere, zum heiklen Thema Scientology bewusst einen Spielfilm produziert zu haben, da so mehr Menschen erreicht werden könnten als mit einer Dokumentation.

## Handlung
Der fiktionale Film zeigt, wie eine Familie mit Scientology in Berührung kommt und schließlich ihr gesamtes Leben davon beeinflusst wird. Als der Protagonist Frank Reiners die Scientology-Kirche verlassen will, entbrennt zwischen ihm und seiner Frau, die weiterhin Scientology-Mitglied bleibt, ein Streit um das Sorgerecht für das gemeinsame Kind. Der Film spielt als Rückblende aus dem Gerichtssaal.

## Rezeption
Die Erstausstrahlung des Films am 31. März 2010 um 20:15 Uhr sahen 8,69 Millionen Zuschauer (Marktanteil: 27,1 %), doppelt so viele wie üblicherweise bei anderen Mittwochsfilmen im Ersten. Bei der Gruppe der 14- bis 49-Jährigen konnten 2,20 Millionen Zuschauer und 17,3 % Marktanteil erreicht werden.
Scientology bezeichnete die Produktion als „absoluten Propagandafilm“.
Die im Anschluss an den Film ausgestrahlte Talksendung „Hart aber fair“ zum Thema Scientology erzielte ebenfalls eine vergleichsweise hohe Quote: 7,47 Millionen Zuschauer sorgten für einen Marktanteil von 28,3 %, dies war die höchste je erzielte Reichweite der Sendung. In ihr nahm der Pressesprecher der Organisation Stellung zu dem Film. Bei der üblichen Webausstrahlung der Talkshow war es der Redaktion aus rechtlichen Gründen nicht mehr möglich, dokumentierende Einspieler zu Vorgehensweisen der Organisation anzubieten. Sie wurden mit einem Hinweis auf die Rechtslage ausgeblendet.
Auch im Deutschlandfunk war der Film am Tag der Ausstrahlung  Schwerpunktthema. Es gab Interviews mit dem Filmemacher Niki Stein sowie mit dem Berliner Journalisten Frank Nordhausen und der Hamburger Scientology-Expertin Ursula Caberta.
Am 29. Februar 2012 wurde der Film erneut um 20:15 im ersten Programm der ARD und am 31. Mai 2016 im WDR gesendet.

## Kritiken
„Ein sehr leiser, darstellerisch überzeugender (Fernseh-)Film, gedreht unter größtmöglicher Geheimhaltung und unter einem Titel-Pseudonym. Die Fülle an Fakten und Details schnürt ihm zwar gegen Ende ein wenig die Luft ab, dennoch bleibt er durchgängig spannend, auch weil Scientology hier zum allerersten Mal überhaupt im deutschen Film fiktional verhandelt wurde, der erzählte Stoff mithin ‚unverbraucht‘ ist.“

## Auszeichnungen
- 2010: Bayerischer Fernsehpreis für Niki Stein für Buch und Regie des Films
- 2011: Jupiter Award für Nina Kunzendorf in der Kategorie Beste TV-Darstellerin
- 2011: Drehbuchpreis für Niki Stein beim Festival International de Programmes Audiovisuels in Biarritz[21]